# 赵海燕
赵海燕（1963年2月—），女，汉族，河南辉县人，中華人民共和國官員。中国政法大学本科毕业，清华大学在职研究生学历、公共管理硕士学位。

## 生平
1980年9月到1984年7月在中国政法大学学习法学。1984年7月参加工作，1986年8月加入中国共产党。1996年6月，共青团河南省委宣传部部长。1998年10月，任中共河南省渑池县委副书记，副县长，县长。2001年3月，任中共义马市委书记。2002年8月，任新乡市副市长。2008年10月，任焦作市常务副市长。2011年5月，任三门峡市委副书记、副市长、代市长；同年7月正式任市长。2015年8月27日，接替之前落马的杨树平的职务，任中共三门峡市委书记。
2013年，当选第十二届全国人民代表大会河南地区代表。

### 落马
2016年7月16日，中共河南省纪委宣布，三门峡市委书记赵海燕涉嫌严重违纪，目前正接受组织调查。赵海燕担任三门峡市委副书记、市长期间曾长期与杨树平不合，曾在杨落马前夕与之相互举报。2015年7月，杨树平因严重违纪落马，而接替其职务的赵海燕也于一年后落马。
2018年11月30日，河南省郑州市中级人民法院一审公开宣判，赵海燕利用职务便利，收受财物，共计折合人民币1025万元，依法以受贿罪判处其有期徒刑11年，并处罚金人民币100万元。